# جامعة فلورنسا
جامعة فلورنسا (بالإيطالية: Università degli Studi di Firenze، وتختصر إلى UniFI) هي جامعة إيطالية بحثية عامة مقرها مدينة فلورنسا. تضم 12 مدرسة ويدرس بها حوالي 60 ألف طالب.

## التاريخ
قامت جمهورية فلورنسا أول جامعة في فلورنسا على النسق الشائع في العصور الوسطى (Studium Generale) سنة 1321،
```
وحصلت هذه الجامعة على الاعتراف البابوي من البابا كليمنت السادس عام 1349، وصُرح لها بمنح الدرجات العلمية. نُقل مقر الجامعة إلى 
بيزا
 عام 1473، في أعقاب استيلاء 
لورينزو دي ميديشي
 على 
فلورنسا
، ثم أعادها 
شارل الثامن
 إلى فلورنسا في الفترة من 1497 إلى 1515، غير أنها ما لبثت أن عادت إلى بيزا ثانية عندما عاد 
آل ميديتشي
 للسلطة.
```

يرجع تاريخ الجامعة الحديثة إلى عام 1859، عندما تكتلت مجموعة من مؤسسات التعليم العالي فيما عرف بمعهد الدراسات العملية والعليا، الذي حصل في العام التالي على اعتراف حكومة دولة إيطاليا ـ حديثة المولد ـ به كجامعة. وفي عام 1923 صدر قرار من البرلمان الإيطالي بمنح جامعة فلورنسا صفة «جامعة» بشكل رسمي.

## كليات الجامعة
تضم الجامعة 12 كلية، هي:
- كلية الاقتصاد
- كلية التربية
- كلية الرياضيات والفيزياء والعلوم الطبيعية
- كلية الزراعة
- كلية الطب والجراحة
- كلية علم الأدوية
- كلية علم النفس
- كلية العلوم السياسية
- كلية العمارة
- كلية الفنون
- كلية القانون
- كلية الهندسة

## من مشاهير الخريجين
- الرئيس الإيطالي ساندرو برتيني
- الحاكمة العامة لكندا ميكائيل جان
- البابا نيقولا الخامس
- البابا بيوس الثاني
- رئيس الوزراء الإيطالي لامبرتو ديني
- رئيس الوزراء الإيطالي ماتيو رينزي
- وزير الثقافة الفلسطيني عاطف ابو سيف

## من مشاهير الأساتذة
- إنريكو فيرمي: عالم فيزياء فائز بجائزة نوبل، كان أستاذًا للفيزياء الرياضية بالجامعة.
- جيوفاني بوكاتشيو: شاعر، كان أستاذًا للغة الإغريقية والأدب.
- جيوفاني سبادوليني: مؤرخ وسياسي إيطالي بارز، ولد في فلورنسا عام 1925، وعمل أستاذًا للتاريخ المعاصر بالجامعة.
- ليوناردو دا فينشي: أجرى أبحاثه في التشريح في المستشفى الملحق حاليًا بالجامعة.

## وصلات خارجية
- الموقع الرسمي للجامعة نسخة محفوظة 21 فبراير 2014 على موقع واي باك مشين. (بالإيطالية)